# Eparchie Chanda
Die Eparchie Chanda (lateinisch Eparchia Chandaensis) ist eine Eparchie der mit der römisch-katholischen Kirche unierten syro-malabarischen Kirche mit Sitz in Chanda in Indien. Es umfasst die Distrikte Wardha, Chandrapur und Gadchiroli im indischen Bundesstaat Maharashtra.

## Geschichte
Papst Paul VI. gründete das Apostolische Exarchat Chanda am 29. Juli 1968 aus Gebietsabtretungen des Bistums Amravati und des Erzbistums Nagpur, dem es als Suffragandiözese unterstellt wurde.
Mit der Apostolischen Konstitution Nostra ipsorum wurde es am 26. Februar 1977 zur Eparchie erhoben. Einen Teil des Territoriums verlor es am 23. Juni 1999 an das Bistum Adilabad.

## Ordinarien

### Apostolischer Exarch von Chanda
- Januarius Paul Palathuruthy CMI (1962 – 26. Februar 1977)

### Bischöfe von Chanda
- Januarius Paul Palathuruthy CMI (26. Februar 1977 – 20. April 1990)
- Vijay Anand Nedumpuram CMI (20. April 1990–31. Juli 2014)
- Ephrem Nariculam (seit 31. Juli 2014)